# El Verdegàs
El Verdegàs és una pedania de la ciutat d'Alacant (País Valencià). Limita al nord amb el Moralet, al sud amb la Canyada del Fenollar, a l'oest amb Agost, i a l'est amb Sant Vicent del Raspeig. Durant el segle xix, el Verdegàs va pertànyer a Sant Vicent del Raspeig.

## Descripció general
La partida del Verdegàs té 316 habitants, i els seus nuclis de població reconeguts són:
- Cases de Terol: 24 hab.
- El Verdegàs: 62 hab.
- Disseminat: 218 hab.

El nucli principal del Verdegàs compta amb la idea de poble. Compta amb una parròquia en honor de la Santíssima Trinitat. Les seues festes patronals en honor de la Santíssima Trinitat són a l'agost, s'hi celebren revetlles, cercaviles i diverses activitats festeres. El Verdegàs compta amb una activa associació veïnal anomenada La Paz, que compta amb més de 275 socis. Els veïns reclamen des de fa anys serveis bàsics dels quals manquen, com ara enllumenat públic, clavegueram, ampliació de sòl urbà per poder construir cases en el nucli del llogaret o la construcció del col·legi per a 700 alumnes que figura en el PGOU. Com a dada històrica, durant el segle xix, el Verdegàs va pertànyer a Sant Vicent del Raspeig.

## Política
L'alcalde pedani és Vicente García (Partit Popular). Hi ha un bust a Sonia Castedo inaugurat en 2008, quan era alcaldessa d'Alacant. En gener de 2015, els partits polítics de l'oposició a l'Ajuntament (PSPV-PSOE, EU i UPyD) van sol·licitar la retirada del monument per la doble imputació penal de Castedo, a més de ressaltar que el bust va ser col·locat sense consens, en ser una decisió unilateral de l'alcalde pedani Vicente García, qui manté llaços personals amb Castedo i, a més a més, realitza les tasques d'assessor municipal del PP a l'Ajuntament d'Alacant.

## Esports
El Verdegàs comptava en el segle xx amb molta tradició de futbol, amb un camp de futbol on solia acudir tota la població a veure la Unió Esportiva el Verdegàs, un club fundat en 1933 que era habitual en la Copa Sant Pere i altres tornejos de lliga. Els derbis contra l'Espanyol de Sant Vicent, de la veïna Sant Vicent del Raspeig, van ser destacats.

## Veïns cèlebres
- María Blasco, nascuda al Verdegàs, és una científica espanyola especialitzada en els telòmers i la telomerasa, directora a Espanya del Centre Nacional d'Investigacions Oncològiques (CNIO). Des de 2011, el Verdegàs a través de l'Ajuntament d'Alacant, reanomenà el cèntric carrer Ferradura com a carrer Doctora María Antonia Blasco Marhuenda.[6]